# Neoatopsyche spinosella
Neoatopsyche spinosella är en nattsländeart som beskrevs av Schmid 1955. Neoatopsyche spinosella ingår i släktet Neoatopsyche och familjen Hydrobiosidae. Inga underarter finns listade i Catalogue of Life.